# Горілий Володимир Іванович
Володи́мир Іва́нович Горі́лий (нар. 11 жовтня 1965, смт. Чернігівка, Запорізька область) — колишній радянський та український футболіст, захисник. Майстер спорту (1984). У минулому гравець збірної України. Тренер юнацької збірної України з футболу (U-20).

## Біографія
Коли Володимиру було шість років, його сім'я переїхала до Криму, де і проходило ставлення молодого футболіста. По справжньому відкрив для Горілого великий футбол Анатолій Коньков, який помітив талановитого гравця на змаганні шкіл олімпійського резерву і запросив його до «Таврії». Так, минаючи дубль, Володимир одразу опинився у першій лізі чемпіонату СРСР. Протягом наступних півтора сезону Горілий добре зарекомендував себе у сімферопольському клубі, проте настав час служби в армії і молодий захисник мав продовжити виступи в одеському СКА, однак все той же Коньков посприяв переходу Володимира до київського «Динамо».
У київському клубі, за словами самого Горілого, було спочатку важко. Окрім складностей у тренуванні існували певні побутові проблеми, які все ж вдалося вирішити. Незамінним у складі киян футболіст так і не став, однак мав постійну ігрову практику, завоював три комплекти медалей різного ґатунку та два кубки СРСР, а також збагатив свій досвід виступами у міжнародних кубках, дійшовши з командою аж до півфіналу Кубка Чемпіонів.
Відігравши у «Динамо» загалом близько шести сезонів, Горілий відгукнувся на запрошення Анатолія Конькова та перейшов до «Зеніта», тим більше, що у нього виник конфлікт з Володимиром Веремєввим. Це виявилося помилковим рішенням, через те що в команді його, як і ще деяких українців, не сприйняли і Володимир змушений був вже в середині сезону змінити команду.
Наступним клубом в кар'єрі гравця став дніпропетровський «Дніпро», у складі якого він відіграв ще півтора сезону в чемпіонаті СРСР та перший чемпіонат незалежної України.
Потрапивши на хвилю масового від'їзду українських футболістів за кордон, Горілий разом із Вадимом Тищенком опинилися у ізраїльському клубі «Хапоель» (Хайфа). Однак, провівши доволі непоганий сезон на «землі обітованій», Володимир повернувся до дніпропетровського клубу, надійною та впевненою грою за який і заслужив виклику до національної збірної України. Загалом у «жовто-синій» футболці Горілий провів три поєдинки (всі у 1995 році): 11 червня проти Хорватії (1:0), 6 вересня проти Литви (3:1) та 11 листопада проти Італії (1:3).
Останнім матчем Володимира Горілого на серйозному рівні став поєдинок проти «ЦСКА-Борисфен» на київському стадіоні ЦСКА, у якому після жорсткого зіткнення з Миколою Волосянко захисник «Дніпра» отримав важкий перелом, після якого відновитися так і не зміг.
Після закінчення кар'єри працював селекціонером у дніпропетровському клубі, а з 1998 зайнявся тренерською діяльністю. Спочатку входив до тренерського штабу команди «Кривбас-2», а потім був головним тренером спочатку другої команди «Дніпра», а потім молодіжного складу дніпропетровців. У квітні 2010 звільнився за власним бажанням через незадовільний стан здоров'я.
28 серпня 2013 року Володимира Горілого було призначено головним тренером юнацької збірної України віком гравців до 20 років.
Продовжує виступи за ветеранські команди «Дніпра».

## Досягнення
- Чемпіон СРСР (1986)
- Дворазовий володар Кубка СРСР (1986/87, 1989/90)
- Срібний призер Чемпіонату СРСР (1988)
- Бронзовий призер Чемпіонату СРСР (1989)
- Триразовий бронзовий призер Чемпіонату України (1992, 1994/95, 1995/96)

## Сім'я
Одружений. Має двох синів — Данила та Тараса. Данило певний час грав у дитячій команді «Дніпромайн», проте футболістом не став.